# Ground ball
En ground ball (også kaldet en grounder) er i baseball betegnelsen for en bold, der hopper eller triller hen ad jorden, efter den er blevet ramt af batteren. Normalt ønsker batteren ikke, at dette skal ske, men i visse tilfælde kan det være en fordel, fx i forbindelse med et hit and run (se batter).
Hvis batteren har en medspiller på første base (eller første og anden; eller første, anden og tredje), vil en ground ball ofte resultere i et double play (se baseballpositioner) og er derfor særligt skadelig i sådan en situation.